# Yū Shirota
Yū Shirota (城田 優 Shirota Yū?,  Tokio, Japón, 26 de diciembre de 1985) es un cantante, compositor, talento y actor japonés. Shirota es hijo de madre española y padre japonés, poseyendo actualmente la nacionalidad española. Sus trabajos más conocidos son como Kunimisu Tezuka dentro de los musicales de The Prince Of Tennis, Tenimyu, y en la adaptación de la misma en acción real; aparte de su rol como Tuxedo Kamen en Sailor Moon Musicals, y a su vez como Kagurazaka Makoto en la adaptación de Hanazakari no Kimitachi en dorama (drama). También perteneció al grupo de los D-BOYS.

## Biografía
Shirota nació el 26 de diciembre de 1985 en la ciudad de Tokio, Japón. Su padre, Mitsuo Shirota, es japonés, mientras que su madre, Pepi Fernández, es española. Tiene tres hermanos mayores, Dai, Maria y Jun, así como también una hermana menor, Rina. Vivió en Barcelona, España, cuando tenía entre tres y siete años, tras la cual la familia regresó a Japón. Incluso ahora aún puede mantener una conversación normal en español. 
Asistió y se graduó de la Escuela Secundaria Horikoshi. Shirota asegura que cuando era pequeño le gustaba cantar, así que pedía prestado el teclado de su hermana mayor y su madre le enseñaba a tocarlo. Esto originó su amor por la composición.

## Carrera
Ha aparecido en diversos anuncios, comerciales, programas de televisión, películas y musicales.
Yuu apareció en el 2002 en el video musical de Mai Hoshimura "Stay With You", y en el 2003 en "In My Soul" de Misia. En septiembre del 2006, apareció junto con otro miembro de D-BOYS, en el video musical de RAG FAIR "Kimi no Tame ni Boku ga Tate ni Naro", en el papel de un chico proponiéndole matrimonio a su novia.
Fue parte del drama Watanabe net, Hice Cool, apareciendo junto con otros miembros de D-BOYS Kotaro Yanagi, Yuya Endo y Osamu Adachi.
Shirota también protagonizó el especial de la serie televisiva, hit-parade, llevando a la vida a Mickey Curtis. El programa se transmitió el 26 de mayo de 2006 por Fuji TV, también protagonizó D-Boys junto con sus compañeros: Masato Wada, Hirofumi Araki, Masaki Kaji, Hiroki Suzuki, Yuya Endo y Seto Koji.
También participó en el programa de radio FM Osaka 851, llevado al aire el 7 de octubre de 2006.
Con D-BOYS
En octubre del 2004, Yuu se unió al grupo de Watanabe Entraintment, D-BOYS.
Pertenecer al grubo de D-BOYS, dio a Shirota un montón de oportunidades. Los D-BOYS han sacado dos Photobooks. El primer álbum fue lanzado el 27 de abril de 2005, de título homónimo; mientras que el segundo publicado el 5 de mayo de 2006, recibió el nombre de Start.
También perteneció al programa de radio "Marvelous Radio Vibration" junto con otros miembros de D-BOYS, Kotaro Yanagi y Yukki. El show se llevó al aire el 5 de mayo de 2005, finalizando a principios de abril del 2006.
Los chicos de D-BOYS protagonizaron en su propio drama documental llamado DD-BOYS, en el cual Yuu aparece en múltiples episodios como él mismo. La serie tiene 23 capítulos, transmitiéndose desde el 10 de abril, hasta finales de septiembre del 2006.
En junio del 2007, los D-BOYS protagonizan su propio musical con el nombre de D-BOYS STAGE.
Como Tuxedo Kamen / Chiba Mamoru en Sailor Moon Musicals
De 2003 a 2004, Yuu se unió al elenco de Sailor Moon Musicals, siendo el 7.º actor en interpretar a Tuxedo Kamen. Su primera aparición oficial fue el 2 de enero de 2003 durante 2003 Winter Special Mugen Gakuen - Mistress Labyrinth(Kaiteiban). Demostró su habilidad con la guitarra durante el Starlights - Ryuusei Densetsu.
La última aparición de Shirota como Tuxedo Kamen fue dentro de 2004 New Legend of Kaguya Island. En la noche del 5 de septiembre de 2004, después de haber actuado la reedición de "Prince of Earth" anunció su graduación como Tuxedo, recibiendo flores por parte de Kousei Amano, quien interpretó anteriormente el personaje en el musical original de 1999 Kaguya Island.
Como Kunimitsu Tezuka en los musicales de The Prince Of Tennis
Después de su rol como Tuxedo Kamen, Shirota ganó el papel como Kunimitsu Tezuka, el estoíco capitán de la escuela Seigaku, dentro de las series de musicales de The Prince Of Tennis, Tenimyu. Del 2005 al 2006, fue el tercero en interpretar a Tezuka como miembro de la segunda generación de miembros del casting. Su debut como Tezuka fue el 8 de enero de 2005.

## Vida personal
En abril del 2006, Shirota estudió idiomas para vivir la experiencia de estudiar en el extranjero por una semana a Australia. Sus experiencias fueron registradas en el Language Study estudiando en el extranjero 2007 serie de publicaciones y tratados en detalle más de 13 páginas de sus pensamientos después de la experiencia y el regreso a casa.
En junio de 2006, luego viajó a Nueva York para ver cinco musicales de Broadway: The Producers, Rent, Spelling Bee, Sweeney Todd, y The Phantom of the Opera. 
Él, con Hirofumi Araki, asistieron a la noche de apertura de Advancement Side Rokkaku junto con Hyotei Gakuen, de Tenimyu, el 3 de agosto de 2006, para apoyar Hiroki Aiba y Kousuke Kujirai.
Su hermano mayor, por un año, Jun Shirota, diseñó y modeló para la colección, Janji y era también un miembro de la banda, Alma ahora pertenece a la banda llamada Rico.

## Discografía

### Japón

#### Álbum
| Álbum | Información                                  | Lista de canciones |
| ----- | -------------------------------------------- | --- |
|       | UNO Fecha de lanzamiento: 3 de julio de 2012 | 1. Sisyphus 2. Worth Fighting For feat.HOWIE D 3. Joshou ~Destiny~ 4. Setsuna ~a sandglass of fate~ 5. La flor abandonada 6. Heart of glass 7. Obstinacy feat.Kana Tachibana 8. U 9. FTL feat.Daichi 10. Natsu no Owari 11. Mentirosa feat.Shirota Jun 12. Cuando se ama 13. Beautiful morning 14. Wedding Song feat.Yamazaki Ikusaburo 15. Love & Peace |

#### Singles
| Single | Información                                                                  | Lista de canciones |
| ------ | ---------------------------------------------------------------------------- | --- |
|        | U Fecha de Lanzamiento: 4 de mayo de 2011                                    | 1. Sisyphus 2. U 3. Heart of glass 4. Cuando se ama 5. Sisyphus (instrumental) 6. U (instrumental) 7. Heart of glass (instrumental)                                                               |
|        | Setsuna ~a sandglass of fate~ Fecha de Lanzamiento: 7 de noviembre de 2011   | 1. Setsuna ~a sandglass of fate~ (刹那) 2. La flor abandonada 3. Love & Peace 4. Setsuna ~a sandglass of fate~ (instrumental) 5. La flor abandonada (instrumental) 6. Love & Peace (instrumental) |
|        | Worth Fighting For feat. Howie D Fecha de lanzamiento: 22 de febrero de 2012 | 1. Worth Fighting For feat. Howie D 2. Campeones 3. It was you 4. Worth Fighting For feat. Howie D (instrumental) 5. Campeones (instrumental)                                                     |

### Discografía Internacional

#### Digital Single
| Single | Información                                          | Lista de canciones           |
| ------ | ---------------------------------------------------- | ---------------------------- |
|        | Sisyphus Fecha de Lanzamiento: 16 de febrero de 2011 | 1. Sisyphus 2. Cuando se ama |

## Filmografía
| Año  | Título                                                             | Personajes                            | Otras notas                                       |
| ---- | ------------------------------------------------------------------ | ------------------------------------- | ------------------------------------------------- |
| 2002 | Stay With You                                                      | Él mismo                              | Video musical (Mai Hoshimura)                     |
| 2003 | In My Soul                                                         | Él mismo                              | Video musical (Misia)                             |
| 2004 | Hanamaru Cafe                                                      | Él mismo                              | Programa de variedades                            |
| 2005 | Tokimeki Memorial Girl's Side                                      | Johnny Garland                        | Commercial Web Episodes                           |
| 2005 | Shadow Hearts From the New World                                   | N/A                                   | Commercial Video                                  |
| 2005 | Hice Cool                                                          | Makoto                                | Net Drama                                         |
| 2005 | Pink no Idenshi                                                    | Nakajo                                | TV Drama (Episodio 12)                            |
| 2006 | Kimi no Tame ni Boku ga Tate ni Naro                               | Él mismo                              | Video musical (RAG FAIR)                          |
| 2006 | Kami wa Saikoro wo Furanai                                         | Ayase                                 | Drama de televisión (Episodio 7)                  |
| 2006 | DD-BOYS                                                            | Shirotan                              | Episodios 1-3, 5, 8, 9, 12, 14, 16, 18-20, 22, 23 |
| 2006 | The Hit Parade                                                     | Mickey Curtis                         | Drama de televisión                               |
| 2006 | Shoujo ni wa Mukanai Shokugyou (A Business Unfit for a Young Lady) | Tatsukawa Ryo                         | Net Drama                                         |
| 2006 | The Prince of Tennis                                               | Kunimitsu Tezuka                      | Película                                          |
| 2006 | Jun Bride                                                          | Natsumi                               | Película (Papel principal)                        |
| 2006 | Zoku Jun Bride                                                     | Natsumi                               | V-Cinema (Papel principal)                        |
| 2007 | Dignity of Haken                                                   | Ryuto Amaya                           | TV Drama                                          |
| 2007 | Arakure KNIGHT                                                     | Naito Zenba                           | Movie (Papel principal)                           |
| 2007 | Seito Shokun                                                       | Ken Mizuhara                          | TV Drama                                          |
| 2007 | Hanazakari no Kimitachi e                                          | Kagurazaka Makoto                     | Drama de televisión                               |
| 2007 | Waruboro                                                           | Takemi                                | Película                                          |
| 2007 | Heat Island                                                        | Aki                                   | Movie (Leading Role)                              |
| 2008 | Koshonin - The Negotiator                                          | Mariya Kyousuke                       | TV Drama                                          |
| 2008 | Rookies                                                            | Shinjo Kei                            | TV Drama                                          |
| 2008 | Shinizokonai no Ao                                                 | Haneda Mitsunori                      | Movie                                             |
| 2008 | Hanazakari no Kimitachi e SP                                       | Kagurazaka Makoto                     | TV Drama                                          |
| 2008 | Team Batista no Eiko                                               | Himuro Koichiro                       | TV Drama                                          |
| 2008 | Nagaiki Kyousou                                                    | Shimoda Takeshi                       | TV Drama                                          |
| 2009 | Tenchijin                                                          | Sanada Yukimura                       | Taiga drama                                       |
| 2009 | Koshonin SP                                                        | Mariya Kyousuke                       | TV Drama                                          |
| 2009 | Go Ape                                                             | Yukio                                 | TV Movie                                          |
| 2009 | Rookies - Sotsugyou                                                | Shinjo Kei                            | Movie                                             |
| 2009 | Samurai High School                                                | Nakamura Tsuyoshi                     | TV Drama                                          |
| 2009 | Koshonin - The Negotiator (season 2)                               | Mariya Kyousuke                       | TV Drama                                          |
| 2010 | Kondo wa Aisaika                                                   | Nishida Ken                           | Movie                                             |
| 2010 | Koshonin The Movie: Time Limit Kodo 10,000m no Zunosen             | Mariya Kyousuke                       | Movie                                             |
| 2010 | Iris                                                               | Sau Ching / Chung Joon (Japanese dub) | Korean TV Drama                                   |
| 2010 | Keizoku 2: SPEC                                                    | Chii Satoshi                          | TBS TV Drama                                      |
| 2011 | Shitsuren Hoken                                                    | Katsuki Ayumu                         | NTV TV Drama                                      |
| 2011 | Arakawa Under the Bridge                                           | Sister                                | TV Drama                                          |
| 2011 | Jiu: Keishichou Tokushuhan Sousagakari                             | Amamiya Takashi                       | TV Drama                                          |
| 2012 | GTO                                                                | Ryuji Danma                           | Fuji TV Drama                                     |
| 2012 | Jun to Ai                                                          | Mizuno Yasuzaku                       | NHK Asadora                                       |
| 2012 | GTOSP                                                              | Ryuji Danma                           | Fuji TV Drama                                     |
| 2012 | Arakawa Under the Bridge                                           | Sister                                | Película                                          |
| 2013 | GTOSP 2                                                            | Ryuji Danma                           | Fuji TV Drama                                     |
| 2013 | GTOGraduate SP                                                     | Ryuji Danma                           | Fuji TV Drama                                     |
| 2013 | SPEC: Close                                                        | Satoshi Chii                          | Movie                                             |
| 2014 | Ashita, Mama ga Inai                                               | Yuuki Toujyou                         | NTV TV Drama                                      |
| 2014 | GTOIn Taiwan                                                       | Ryuji Danma                           | Fuji TV Drama                                     |
| 2014 | GTO2014                                                            | Ryuji Danma                           | Fuji TV Drama                                     |
| 2014 | Black Butler                                                       | Charles Bennett Sato                  | Película                                          |
| 2015 | Akegarasu                                                          | Aoi                                   | Película                                          |
| 2015 | Omotesando Koukou Gasshoubu                                        | Ariake Suzuki                         | TBS TV DRAMA                                      |
| 2017 | Ajin                                                               | Kōji Tanaka                           | Película                                          |
| 2018 | Bye Bye, Black Bird                                                |                                       | Wowow TV Drama                                    |
| 2025 | Ikinari Kon, "いきなり婚", Sudden Marriage                         | Hajime Ando                           | Japanese TV serie                                 |

### Doblaje
| Año  | Título        | Personaje     | Notas                            | Referencias |
| ---- | ------------- | ------------- | -------------------------------- | ----------- |
| 2015 | La Cenicienta | Príncipe azul | Voz en japonés de Richard Madden |             |